# Акведук в Лизинге
Лизинг (нем. Aquädukt Liesing) — акведук, входящий в первую линию доставки высокогорной воды в Вену. Является защищённым памятником архитектуры Австрии. Находится уже на территории города: Лизинг — его самый южный район. Пересекает долину одноимённой реки.
Строительство велось между 1870 и 1873 годами. Акведук имеет длину около 785 м и выстроен на 43 опорах. Пересекает ручей Лизинг и несколько параллельных ему улиц, в том числе достаточно крупные ул. Брайтенфуртер (нем. Breitenfurter Straße) и Кетцергассе (нем. Ketzergasse). Небольшая южная часть (к югу от Кетцергассе) относится не к Вене, а к соседнему Перхтольдсдорфу.
При строительстве в XIX веке использовался неморозостойкий кирпич. Влажность и перепады температуры заметно повредили кладку, так что теперь в некоторых местах она страхуется стальной сеткой.